# Ближнє (Джанкойський район)
Бли́жнє (до 1945 року — Берекет, крим. Bereket) — село Джанкойського району Автономної Республіки Крим. Населення становить 409 осіб. Орган місцевого самоврядування - Майська сільська рада. Розташоване на півдні району.

## Географії
Ближнє - село на південному сході району, у степовому Криму, висота над рівнем моря - 27 м. Фактично - південно-східна околиця смт Азовське, там же найближча залізнична станція - Азовська.

## Історія
Перша документальна згадка села зустрічається в Камеральному Описі Криму ... 1784 року, судячи з якого, в останній період Кримського ханства Берекет входив до Насивський кадилик Карасубазарського каймакамства .
Після приєднання Криму до Російської імперії (8) 19 квітня 1783 , (8) 19 лютого 1784, на території колишнього Кримського Ханства була утворена Таврійська область і село було приписане до Перекопського повіту . Після Павловських реформ, з 1796 по 1802 рік, входила в Перекопський повіт Новоросійської губернії . За новим адміністративним поділом, після створення 8 (20) жовтня 1802 Таврійської губернії , Берекет був включений до складу Таганашмінської волості Перекопського повіту.
За Відомостями про всі селища в Перекопському повіті ... від 21 жовтня 1805 року, у селі Берекет числилося 11 дворів, 76 кримських татар і 12 ясир . На військово-топографічної карті 1817 року село Берекет позначена з 16 дворами . Після реформи волосного поділу 1829 року Берекет, згідно «Ведомостей про казенні волості Таврійської губернії 1829 року» віднесли до Башкирицької волості . Потім, мабуть, внаслідок еміграції кримських татар в Туреччину , село спорожніла і на карті 1842 Берекет позначений умовним знаком «мала село», тобто, менше 5 дворів .
У 1860-х роках, після земської реформи Олександра II, село приписали до Байгончецької волості того ж повіту. У «Списку населених місць Таврійської губернії за відомостями 1864 року», складеному за результатами VIII ревізії 1864 року, Берекет - власницьке татарське село, з 7 дворами, 31 жителем і мечеттю при колодязях . На триверстовій мапі 1865-1876 року в селі Берекет ще відзначені 7 дворів . Згідно «Пам'ятною книжці Таврійської губернії за 1867 рік», село Берекет було покинуте жителями, внаслідок еміграції кримських татар, особливо масової після Кримської війни 1853-1856 років, в Туреччину  і  залишалася в руїнах і в доступних джерелах другої половини XIX - початку XX століття не зустрічається.
Знову згадується в Статистичному довіднику Таврійської губернії 1915 року , як село Тотанайської волості Перекопського повіту  Вакуф Беркета-Толку  , можливо, заселена кримськими німцями .
Після встановлення в Криму Радянської влади, за постановою Кримревкома від 8 січня 1921 № 206 «Про зміну адміністративних кордонів» була скасована волосна система і в складі Джанкойського повіту був створений Джанкойський район . У 1922 році повіти перетворили в округи . 11 жовтня 1923, згідно з постановою ВЦВК, до адміністративний поділ Кримської АРСР були внесені зміни, у результаті яких округи були ліквідовані, основний адміністративною одиницею став Джанкойський район  і село включили до його складу. Згідно Списку населених пунктів Кримської АРСР за Всесоюзним переписом від 17 грудня 1926 року, Берекет-Тулку, з населенням 105 осіб, з яких було 102 німця , входило до складу Тотанайської сільради Джанкойського району . Постановою ВЦВК «Про реорганізацію мережі районів Кримської АРСР»  від 30 жовтня 1930 року, був знову створений Біюк-Онларський район  (раніше існував з 1921 року  до 11 жовтня 1923 ), цього разу - як німецький національний і Остгейм (він же Берекет) увійшов до його складу , а, після утворення в 1935 році Колайського району  (перейменованого указом НД РРФСР № 621/6 від 14 грудня 1944 року в Азовський ) - передали в новий район.
Незабаром після початку німецько-радянської війни, 18 серпня 1941 кримські німці були виселені, спочатку в Ставропольський край, а потім в Сибір і північний Казахстан .
Указом Президії Верховної Ради РРФСР від 18 травня 1948 року народження, Берекет перейменували в Ближнє .
Указом Президії Верховної Ради УРСР «Про укрупнення сільських районів Кримської області», від 30 грудня 1962 Азовський район був скасований і село знову приєднали до Джанкойського  .

## Населення

### Мова
Розподіл населення за рідною мовою за даними перепису 2001 року:
| Мова                | Відсоток |
| ------------------- | -------- |
| російська           | 54,77%   |
| кримськотатарська   | 33%      |
| українська          | 10,51%   |
| інші/не визначилися | 1,72%    |